# لازم أعيش (ألبوم)
لازم أعيش: الألبوم الثاني للمطربة المصرية شيرين عبد الوهاب، صدر في أغسطس 2005، وهو من إنتاج فري ميوزيك.وقد لاقى الألبوم نجاحاً جماهيرياً واسعاً.
صوّرت شيرين أغنية "مفيش مرة" و"لازم أعيش" على طريقة الفيديو كليب. ولا زالت أغاني الألبوم تحقق نجاحاً قياسياً بعد مرور قرابة عشرين عاماً. على سبيل المثال: أغنية "على بالي" احتلت المرتبة #27 في قائمة بيلبورد لشهر ديسمبر 2023، ولمدة 35 أسبوع بقت ضمن قائمة الأغاني الأكثر رواجاً.كما دخل اسمها موسوعة غينيس للأرقام القياسية بفضل بقاءها ضمن قوائم الأغاني الأكثر رواجاً لفترة طويلة.أغنية "على بالي" حققت عبر يوتيوب، أكثر من ربع مليار مشاهدة.

## الأغاني
| العنوان           | كلمات           | ألحان      | توزيع                   |
| ----------------- | --------------- | ---------- | ----------------------- |
| مفيش مرة          | ربيع السويفي    | عمرو مصطفى | محمد مصطفى              |
| لازم أعيش         | نصر محروس       | محمد يحيى  | أمير محروس، يحيى الموجي |
| طمن قلبي          | أمير طعيمة      | عمرو مصطفى | أمير محروس، يحيى الموجي |
| على بالي          | محمد رفاعي      | وائل عقيد  | أحمد إبراهيم            |
| كنت بقول          | هاني عبد الكريم | وليد سعد   | محمد مصطفى              |
| اللي جارحني       | نصر محروس       | وليد سعد   | مجدي داوود              |
| قال صعبان عليه    | بهاء الدين محمد | محمد نور   | أحمد عادل               |
| عين ونني          | نصر محروس       | وليد سعد   | محمد مصطفى              |
| وبناقص حياتي معاك | نصر محروس       | محمد يحيى  | محمد مصطفى              |
| أنت آخر واحد      | نصر محروس       | عمرو مصطفى | أحمد إبراهيم            |